# Góry Kapuas Hulu
Góry Kapuas Hulu (indonez. Pegunungan Kapuas Hulu) – góry na granicy Indonezji i Malezji na wyspie Borneo.
Długość pasma około 220 km; najwyższy szczyt Lawit (1767 m n.p.m.); porośnięte wiecznie zielonymi lasami górskimi. Źródła wielu rzek, m.in. Mahakam, Kapuas, Baleh. 